# Olympische Sommerspiele 1980/Basketball
Bei den XXII. Olympischen Sommerspielen 1980 in Moskau fanden zwei Basketball -Turniere statt. Austragungsorte waren vom 20. – 30. Juli 1980 der Sportkomplex Olimpijski und die ZSKA-Universal-Sporthalle.

## Männer

### Medaillengewinner
| Platz | Land | Sportler |
| ----- | ---- | --- |
| 1     | YUG  | Andro Knego, Dragan Kićanović, Rajko Žižić, Mihovil Nakić, Željko Jerkov, Branko Skroče, Zoran Slavnić, Krešimir Ćosić, Ratko Radovanović, Duje Krstulović, Dražen Dalipagić, Mirza Delibašić Trainer: Ranko Žeravica                                       |
| 2     | ITA  | Romeo Sacchetti, Roberto Brunamonti, Mike Sylvester, Enrico Gilardi, Fabrizio Della Fiori, Marco Solfrini, Marco Bonamico, Dino Meneghin, Renato Villalta, Renzo Vecchiato, Pierluigi Marzorati, Pietro Generali Trainer: Sandro Gamba                      |
| 3     | URS  | Stanislaw Jerjomin, Waleri Milosserdow, Sergei Tarakanow, Oleksandr Salnykow, Andrei Lopatow, Nikolai Derjugin, Sergei Below, Wladimir Tkatschenko, Anatoli Myschkin, Sergejus Jovaiša, Alexander Belostenny, Wladimir Schigili Trainer: Alexander Gomelski |

### Vorrunde
In der Vorrunde wurde in 3 Gruppen zu je 4 Mannschaften gespielt. Die beiden Erstplatzierten jeder Gruppe qualifizierten sich für die Gruppe A im Halbfinale und die beiden Letztplatzierten jeder Gruppe zogen in die Gruppe B ein.

#### Gruppe A

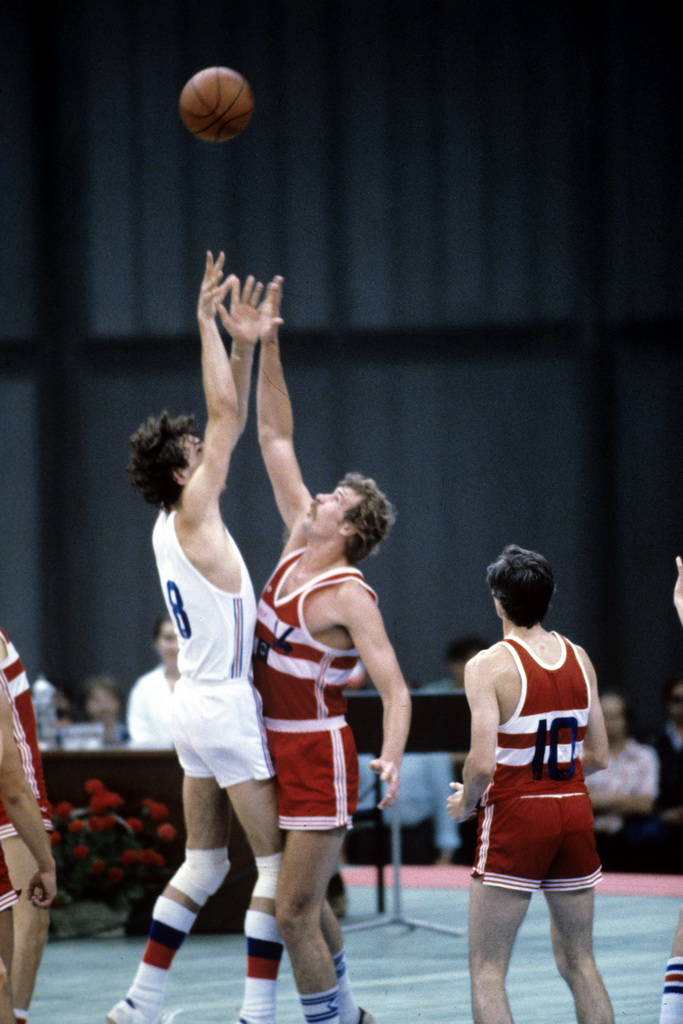
Sowjetunion – Tschechoslowakei (weiß)

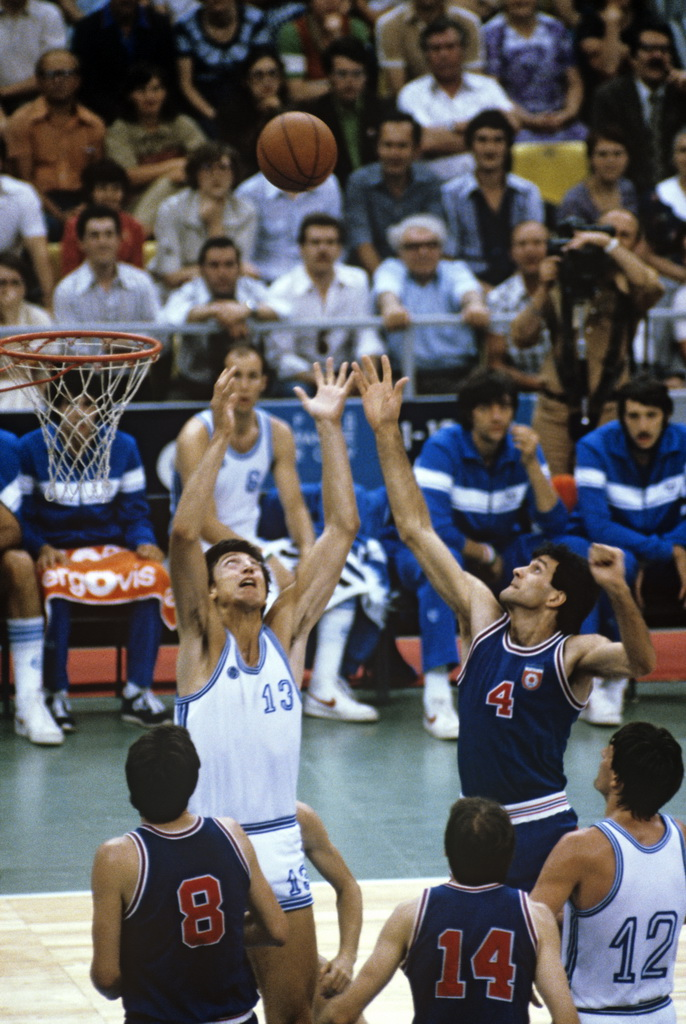
Jugoslawien – Italien (weiß)

Alle Spiele fanden im Sportkomplex Olimpijski statt.
| Tag      | Zeit  | Begegnung                      | Ergebnis |
| -------- | ----- | ------------------------------ | -------- |
| 20. Juli | 12:00 | Brasilien – Tschechoslowakei   | 72:70    |
| 20. Juli | 19:15 | Indien – Sowjetunion           | 065:121  |
| 21. Juli | 12:00 | Tschechoslowakei – Indien      | 133:650  |
| 21. Juli | 17:00 | Brasilien – Sowjetunion        | 088:101  |
| 23. Juli | 10:00 | Brasilien – Indien             | 137:640  |
| 23. Juli | 17:00 | Sowjetunion – Tschechoslowakei | 99:82    |

|    | Team             | Sp. | S | N | Körbe   | ±    | Punkte |
| -- | ---------------- | --- | - | - | ------- | ---- | ------ |
| 1. | Sowjetunion      | 3   | 3 | 0 | 321:235 | +086 | 6      |
| 2. | Brasilien        | 3   | 2 | 1 | 297:235 | +062 | 5      |
| 3. | Tschechoslowakei | 3   | 1 | 2 | 285:236 | +049 | 4      |
| 4. | Indien           | 3   | 0 | 3 | 194:391 | −197 | 3      |

#### Gruppe B
Alle Spiele fanden im Sportkomplex Olimpijski statt.
| Tag      | Zeit  | Begegnung             | Ergebnis |
| -------- | ----- | --------------------- | -------- |
| 21. Juli | 10:00 | Senegal – Jugoslawien | 067:104  |
| 21. Juli | 19:15 | Polen – Spanien       | 081:104  |
| 22. Juli | 12:00 | Senegal – Spanien     | 65:94    |
| 22. Juli | 19:15 | Jugoslawien – Polen   | 129:910  |
| 23. Juli | 12:00 | Senegal – Polen       | 64:84    |
| 23. Juli | 19:15 | Spanien – Jugoslawien | 91:95    |

|    | Team        | Sp. | S | N | Körbe   | ±   | Punkte |
| -- | ----------- | --- | - | - | ------- | --- | ------ |
| 1. | Jugoslawien | 3   | 3 | 0 | 328:249 | +79 | 6      |
| 2. | Spanien     | 3   | 2 | 1 | 289:241 | +48 | 5      |
| 3. | Polen       | 3   | 1 | 2 | 256:297 | −41 | 4      |
| 4. | Senegal     | 3   | 0 | 3 | 196:282 | −86 | 3      |

#### Gruppe C
Alle Spiele fanden im ZSKA-Sportpalast statt.
| Tag      | Zeit  | Begegnung             | Ergebnis |
| -------- | ----- | --------------------- | -------- |
| 20. Juli | 12:00 | Italien – Schweden    | 92:77    |
| 20. Juli | 19:15 | Kuba – Australien     | 83:76    |
| 21. Juli | 17:00 | Schweden – Kuba       | 59:71    |
| 21. Juli | 19:15 | Italien – Australien  | 77:84    |
| 23. Juli | 17:00 | Australien – Schweden | 64:55    |
| 23. Juli | 19:15 | Italien – Kuba        | 79:72    |

|    | Team         | Sp. | S | N | Körbe   | ±   | Punkte |
| -- | ------------ | --- | - | - | ------- | --- | ------ |
| 1. | Italien *    | 3   | 2 | 1 | 248:233 | +15 | 5      |
| 2. | Kuba *       | 3   | 2 | 1 | 226:214 | +12 | 5      |
| 3. | Australien * | 3   | 2 | 1 | 224:215 | +09 | 5      |
| 4. | Schweden     | 3   | 0 | 3 | 191:227 | −36 | 3      |

(*) Bei Punktgleichstand entschied der direkte Vergleich und danach die Korbdifferenz.

### Halbfinale
In der Gruppe A wurden die Teilnehmer für das Finale sowie für das Spiel um Platz 3 ermittelt und in der Gruppe B wurden die Ränge 7 bis 12 ausgespielt.
 Direkte Begegnungen der Vorrunde gingen in das Halbfinale mit über.

#### Gruppe A
Alle Spiele fanden im Sportkomplex Olimpijski statt.
| Tag      | Zeit     | Begegnung                 | Ergebnis |
| -------- | -------- | ------------------------- | -------- |
| Gruppe A | Gruppe A | Brasilien – Sowjetunion   | 088:101  |
| Gruppe B | Gruppe B | Spanien – Jugoslawien     | 91:95    |
| Gruppe C | Gruppe C | Italien – Kuba            | 79:72    |
| 25. Juli | 10:00    | Brasilien – Kuba          | 94:93    |
| 25. Juli | 17:00    | Sowjetunion – Spanien     | 119:102  |
| 25. Juli | 19:15    | Jugoslawien – Italien     | 102:810  |
| 26. Juli | 10:00    | Spanien – Brasilien       | 110:810  |
| 26. Juli | 12:00    | Kuba – Jugoslawien        | 084:112  |
| 26. Juli | 19:15    | Sowjetunion – Italien     | 85:87    |
| 27. Juli | 10:00    | Kuba – Spanien            | 95:96    |
| 27. Juli | 17:00    | Sowjetunion – Jugoslawien | 091:101  |
| 27. Juli | 19:15    | Italien – Brasilien       | 77:90    |
| 29. Juli | 12:00    | Spanien – Italien         | 89:95    |
| 29. Juli | 17:00    | Sowjetunion – Kuba        | 109:900  |
| 29. Juli | 19:15    | Brasilien – Jugoslawien   | 95:96    |

|    | Team          | Sp. | S | N | Körbe   | ±   | Punkte |
| -- | ------------- | --- | - | - | ------- | --- | ------ |
| 1. | Jugoslawien   | 5   | 5 | 0 | 506:442 | +64 | 10     |
| 2. | Italien *     | 5   | 3 | 2 | 419:438 | −19 | 8      |
| 3. | Sowjetunion * | 5   | 3 | 2 | 505:468 | +37 | 8      |
| 4. | Spanien *     | 5   | 2 | 3 | 488:485 | +03 | 7      |
| 5. | Brasilien *   | 5   | 2 | 3 | 448:477 | −29 | 7      |
| 6. | Kuba          | 5   | 0 | 5 | 434:490 | −56 | 5      |

(*) Bei Punktgleichstand entschied der direkte Vergleich.

 Finalteilnahme     Teilnahme am Spiel um Platz 3

#### Gruppe B  (Plätze 7–12)
Alle Spiele fanden im ZSKA-Sportpalast statt.
| Tag      | Zeit     | Begegnung                     | Ergebnis |
| -------- | -------- | ----------------------------- | -------- |
| Gruppe A | Gruppe A | Tschechoslowakei – Indien     | 133:650  |
| Gruppe B | Gruppe B | Senegal – Polen               | 64:84    |
| Gruppe C | Gruppe C | Australien – Schweden         | 64:55    |
| 25. Juli | 10:00    | Polen – Indien                | 113:670  |
| 25. Juli | 12:00    | Schweden – Senegal            | 70:64    |
| 25. Juli | 17:00    | Australien – Tschechoslowakei | 91:86    |
| 26. Juli | 10:00    | Senegal – Indien              | 81:59    |
| 26. Juli | 12:00    | Schweden – Tschechoslowakei   | 61:83    |
| 26. Juli | 17:00    | Australien – Polen            | 074:101  |
| 27. Juli | 10:00    | Schweden – Indien             | 119:630  |
| 27. Juli | 12:00    | Senegal – Australien          | 64:95    |
| 27. Juli | 17:00    | Tschechoslowakei – Polen      | 84:88    |
| 28. Juli | 10:00    | Indien – Australien           | 75:93    |
| 28. Juli | 12:00    | Tschechoslowakei – Senegal    | 88:72    |
| 28. Juli | 19:15    | Schweden – Polen              | 70:67    |

|     | Team               | Sp. | S | N | Körbe   | ±    | Punkte |
| --- | ------------------ | --- | - | - | ------- | ---- | ------ |
| 7.  | Polen *            | 5   | 4 | 1 | 453:359 | +094 | 9      |
| 8.  | Australien *       | 5   | 4 | 1 | 417:381 | +036 | 9      |
| 9.  | Tschechoslowakei * | 5   | 3 | 2 | 474:377 | +097 | 8      |
| 10. | Schweden *         | 5   | 3 | 2 | 375:341 | +034 | 8      |
| 11. | Senegal            | 5   | 1 | 4 | 345:396 | −051 | 6      |
| 12. | Indien             | 5   | 0 | 5 | 329:539 | −210 | 5      |

(*) Bei Punktgleichstand entschied der direkte Vergleich.

### Spiel um den 3. Platz
| Tag      | Zeit  | Begegnung im Olimpijski | Ergebnis |
| -------- | ----- | ----------------------- | -------- |
| 30. Juli | 12:00 | Sowjetunion – Spanien   | 117:94   |

### Finale
| Tag      | Zeit  | Begegnung im Olimpijski | Ergebnis |
| -------- | ----- | ----------------------- | -------- |
| 30. Juli | 19:15 | Jugoslawien – Italien   | 86:77    |

## Frauen

### Medaillengewinner
| Platz | Land | Sportler |
| ----- | ---- | --- |
| 1     | URS  | Angelė Rupšienė, Ljubow Scharmai, Vida Beselienė, Olga Korosteljowa, Tatjana Owetschkina, Nadeschda Olchowa, Uļjana Semjonova, Ljudmila Rogoschina, Nelli Ferjabnikowa, Olga Sucharnowa, Tatjana Nadyrowa, Tatjana Iwinskaja                 |
| 2     | BUL  | Nadka Goltschewa, Penka Metodiewa, Petkana Makaweewa, Sneschana Michajlowa, Wanja Dermendjewa, Krassimira Bogdanowa, Angelina Michajlowa, Diana Dilowa-Brajnowa, Ewladja Slawtschewa, Kostadinka Radkowa, Silwija Germanowa, Penka Stojanowa |
| 3     | YUG  | Vera Đurašković, Mersada Bećirspahić, Jelica Komnenović, Mira Bjedov, Vukica Mitić, Sanja Ožegović, Sofija Pekić, Marija Tonković, Zorica Đurković, Vesna Despotović, Biljana Majstorović, Jasmina Perazić                                   |

### Vorrunde
In der Vorrunde wurden die Teilnehmer für das Finale sowie für das Spiel um Platz 3 ermittelt.
Die Spiele fanden im Sportkomplex Olimpijski und im ZSKA-Sportpalast statt.
| Tag      | Zeit  | Begegnung                 | Ergebnis |
| -------- | ----- | ------------------------- | -------- |
| 20. Juli | 10:00 | Italien – Bulgarien       | 065:102  |
| 20. Juli | 17:00 | Jugoslawien – Sowjetunion | 62:97    |
| 20. Juli | 17:00 | Kuba – Ungarn             | 66:76    |
| 22. Juli | 10:00 | Kuba – Jugoslawien        | 81:85    |
| 22. Juli | 17:00 | Bulgarien – Sowjetunion   | 083:122  |
| 22. Juli | 17:00 | Italien – Ungarn          | 70:83    |
| 24. Juli | 12:00 | Ungarn – Jugoslawien      | 48:61    |
| 24. Juli | 17:00 | Bulgarien – Kuba          | 84:64    |
| 24. Juli | 19:15 | Italien – Sowjetunion     | 053:119  |
| 25. Juli | 12:00 | Italien – Jugoslawien     | 57:69    |
| 26. Juli | 17:00 | Sowjetunion – Kuba        | 95:56    |
| 27. Juli | 12:00 | Ungarn – Bulgarien        | 75:90    |
| 28. Juli | 10:00 | Italien – Kuba            | 63:79    |
| 28. Juli | 12:00 | Jugoslawien – Bulgarien   | 79:81    |
| 28. Juli | 17:00 | Sowjetunion – Ungarn      | 120:620  |

|    | Team        | Sp. | S | N | Körbe   | ±    | Punkte |
| -- | ----------- | --- | - | - | ------- | ---- | ------ |
| 1. | Sowjetunion | 5   | 5 | 0 | 553:316 | +237 | 10     |
| 2. | Bulgarien   | 5   | 4 | 1 | 440:405 | +035 | 9      |
| 3. | Jugoslawien | 5   | 3 | 2 | 356:364 | −008 | 8      |
| 4. | Ungarn      | 5   | 2 | 3 | 344:407 | −063 | 7      |
| 5. | Kuba        | 5   | 1 | 4 | 346:403 | −057 | 6      |
| 6. | Italien     | 5   | 0 | 5 | 308:452 | −144 | 5      |

 Finalteilnahme     Teilnahme am Spiel um Platz 3

### Spiel um den 3. Platz
| Tag      | Zeit  | Begegnung im Olimpijski | Ergebnis |
| -------- | ----- | ----------------------- | -------- |
| 30. Juli | 10:00 | Jugoslawien – Ungarn    | 68:65    |

### Finale
| Tag      | Zeit  | Begegnung im Olimpijski | Ergebnis |
| -------- | ----- | ----------------------- | -------- |
| 30. Juli | 17:00 | Sowjetunion – Bulgarien | 104:73   |

## Erfolgreichste Korbjäger
|    | Spieler                 | Punkte |
| -- | ----------------------- | ------ |
| 1  | Ian Davies              | 205    |
| 2  | Dražen Dalipagić        | 195    |
| 3  | Dragan Kićanović        | 189    |
| 4  | Stanislav Kropilák      | 184    |
| 5  | Mieczysław Młynarski    | 182    |
| 6  | Cándido Antonio Sibilio | 173    |
| 7  | Oscar Schmidt           | 169    |
| 7  | Sergei Below            | 169    |
| 9  | Renato Villalta         | 155    |
| 10 | Ajmer Singh Chopra      | 149    |

|    | Spielerin           | Punkte |
| -- | ------------------- | ------ |
| 1  | Uļjana Semjonova    | 131    |
| 2  | Sofija Pekić        | 121    |
| 3  | Lenke Kiss          | 120    |
| 4  | Ewladja Slawtschewa | 112    |
| 5  | Caridad Despaigne   | 093    |
| 6  | Petkana Makaweewa   | 091    |
| 7  | Zsusza Boksay       | 090    |
| 8  | Penka Stojanowa     | 087    |
| 9  | Olga Sucharnowa     | 083    |
| 10 | Zorica Đurković     | 078    |